# The Great Burrito Extortion Case
The Great Burrito Extortion Case es el sexto álbum de la banda de punk pop Bowling for Soup y octavo álbum global, soltó el 7 de noviembre de 2006 como su quinto álbum a través de los Archivos del Swing. Es su noveno álbum en total.
Fue puesto para ser titulado originalmente All My Rowdy Friends Are Still Intoxicated or We're Not Fat, We Just Have Small Heads el primer sencillo de este álbum es High School Never Ends, el álbum tiene una mención honorífica en Ultimate-Guitar's top ten álbumes del 2006

## Lista de canciones
| N.º   | Título                                           | Escritor(es)              | Duración |  |
| 1.    | «Epiphany»                                       | Jaret Reddick, Zac Maloy  | 4:09     |  |
| 2.    | «High School Never Ends»                         | Reddick, Adam Schlesinger | 3:29     |  |
| 3.    | «Val Kilmer»                                     | Reddick, Maloy            | 3:31     |  |
| 4.    | «I'm Gay»                                        | Reddick                   | 3:26     |  |
| 5.    | «Why Don't I Miss You?»                          | Reddick, Stacy Jones      | 3:48     |  |
| 6.    | «A Friendly Goodbye»                             | Reddick                   | 3:27     |  |
| 7.    | «Luckiest Loser»                                 | Reddick, Jones            | 3:47     |  |
| 8.    | «Love Sick Stomach Ache (Sugar Coated Accident)» | Reddick, Maloy            | 4:06     |  |
| 9.    | «Much More Beautiful Person» (con Lesley Roy)    | Reddick, Mitch Allan      | 3:24     |  |
| 10.   | «Friends Like You»                               | Reddick                   | 2:30     |  |
| 11.   | «When We Die»                                    | Reddick, Butch Walker     | 4:13     |  |
| 12.   | «99 Biker Friends»                               | Reddick, Maloy            | 3:14     |  |
| 13.   | «Don't Let It Be Love»                           | Reddick, Maloy            | 3:26     |  |
| 14.   | «If You Come Back to Me»                         | Reddick, Maloy            | 20:12    |  |
| 64:42 |                                                  |                           |          |  |

| Edición británica |                         |                |          |  |
| N.º               | Título                  | Escritor(es)   | Duración |  |
| 15.               | «Everyday's a Saturday» | Maloy, Reddick | 3:32     |  |
| 16.               | «No Opinion» (Acoustic) | —              | 3:30     |  |
| 71:44             |                         |                |          |  |

| Edición japonesa |                         |              |          |  |
| N.º              | Título                  | Escritor(es) | Duración |  |
| 15.              | «No Opinion» (Acoustic) | —            | 3:30     |  |
| 16.              | «...Baby One More Time» | Max Martin   | 3:30     |  |
| 71:42            |                         |              |          |  |

| Edición Hastings |              |                |          |  |
| N.º              | Título       | Escritor(es)   | Duración |  |
| 15.              | «Home Alone» | Reddick, Allan | 3:34     |  |
| 68:16            |              |                |          |  |

| Edición iTunes |                   |                 |          |  |
| N.º            | Título            | Escritor(es)    | Duración |  |
| 15.            | «Not a Love Song» | Coplan, Reddick | 3:43     |  |
| 68:25          |                   |                 |          |  |

| Edición Napster |                     |                 |          |  |
| N.º             | Título              | Escritor(es)    | Duración |  |
| 15.             | «Straight to Video» | Reddick, Walker | 2:47     |  |
| 67:29           |                     |                 |          |  |

| Edición Rhapsody |                         |              |          |  |
| N.º              | Título                  | Escritor(es) | Duración |  |
| 15.              | «No Opinion» (Acoustic) |              | 3:30     |  |
| 68:12            |                         |              |          |  |

| Edición Wal-Mart |                 |              |          |  |
| N.º              | Título          | Escritor(es) | Duración |  |
| 15.              | «Good to Be Me» | Reddick      | 2:43     |  |
| 67:25            |                 |              |          |  |

### Cara B
| N.º | Título                                                                                 | Escritor(es)             | Duración |  |
| 1.  | «Much More Beautiful Person (Acoustic Version)» (Reino Unido "High School Never Ends") | —                        | 3:43     |  |
| 2.  | «Ride of a Lifetime» (Reino Unido "I'm Gay")                                           | —                        | 2:58     |  |
| 3.  | «London Bridge (Radio Edit)» (Reino Unido "I'm Gay")                                   | —                        | 3:37     |  |
| 4.  | «Got Beat Up By a Girl» (demo)                                                         | —                        | 4:27     |  |
| 5.  | «Are You Kidding Me?» (demo)                                                           | Jaret Reddick, Zac Maloy | 4:04     |  |
| 6.  | «Hey Hey Joline» (demo)                                                                | —                        | 4:09     |  |
| 7.  | «Everyday's a Saturday» (live demo)                                                    | Reddick                  | 3:39     |  |